# Вале Сенцана (Асколи Пичено)
Вале Сенцана (итал. Valle Senzana) насеље је у Италији у округу Асколи Пичено, региону Марке.
Према процени из 2011. у насељу је живело 171 становника. Насеље се налази на надморској висини од 255 м.